# Peregrinus Peak
Peregrinus Peak är en bergstopp i Antarktis. Den ligger i Västantarktis. Argentina, Chile och Storbritannien gör anspråk på området. Toppen på Peregrinus Peak är 2 041 meter över havet.
Terrängen runt Peregrinus Peak är kuperad åt sydväst, men åt nordost är den platt. Peregrinus Peak är den högsta punkten i trakten. Trakten är obefolkad. Det finns inga samhällen i närheten.